# 40 Eskadra Lotnictwa Taktycznego
40 Eskadra Lotnictwa Taktycznego (40 elt) – eskadra Sił Szybkiego Reagowania w latach 2000-2010. Przeznaczona była do zwalczania obiektów powietrznych, naziemnych i nawodnych przeciwnika oraz wykonywania innych zadań ogniowych i rozpoznawczych o charakterze operacyjno-taktycznym. Wyposażenie stanowiły samoloty Su-22M4K. Powstała 1 stycznia 2000 roku w wyniku rozformowania 40 Pułku Lotnictwa Myśliwsko-Bombowego. W roku 2010 została przeformowana w 21 Bazę Lotnictwa Taktycznego.

## Historia
W październiku 1951 roku w Krakowie, na bazie eskadry wydzielonej z 2 Pułku Lotnictwa Myśliwskiego sformowano 40 Pułk Lotnictwa Myśliwskiego.
W lutym 1952 roku pułk został przebazowany do Mierzęcic, a w styczniu 1953 roku do Świdwina. W 1971 roku 40 Pułk Lotnictwa Myśliwskiego przemianowano na 40 Pułk Lotnictwa Myśliwsko-Szturmowego, a w 1982 roku na 40 Pułk Lotnictwa Myśliwsko-Bombowego. 23 sierpnia 1999 roku rozformowano 40 Pułk Lotnictwa Myśliwsko-Bombowego na ich bazie sformowano 39 Eskadrę Lotnictwa Taktycznego, 40 Eskadrę Lotnictwa Taktycznego i 11 Bazę Lotniczą w Świdwinie.
40 Eskadra Lotnictwa Taktycznego została powołana na podstawie Rozkazu Dowódcy WLOP Nr 0142 z dnia 23 sierpnia 1999 roku wyniku rozformowania 40. Pułku Lotnictwa Myśliwsko-Bombowego w miejscowości Świdwin. Funkcjonować zaczęła od 1 stycznia 2000 roku. Kontynuowała tradycje 40 Pułku Lotnictwa Myśliwsko-Bombowego, z którego wywodziła się większość pilotów i personelu technicznego. 
Miejscem stacjonowania jednostki było lotnisko Świdwin. Organizacyjnie jednostka podlegała 1 Brygadzie Lotnictwa Taktycznego, przemianowanej później na 1 Skrzydło Lotnictwa Taktycznego.
1 lipca 2010 roku eskadra została przeformowana w 21 Bazę Lotnictwa Taktycznego.

## Dowódcy eskadry
- Kpt.pil. Cezary Wasser (23.08.1999-01.09.2003)
- Mjr pil. Mirosław Tomaszewski (01.09.2003-04.02.2004)
- Mjr pil. Wojciech Maniewski (04.02.2004-01.07.2004) (pełnił obowiązki czasowo)
- Kpt.pil. Dariusz Maciąg (01.07.2004-02.10.2006) zginął tragicznie w katastrofie lotniczej samolotu CASA C295M w czasie lądowania na lotnisku w Mirosławcu
- Ppłk pil. Wojciech Maniewski (02.10.2006-23.01.2008) zginął tragicznie w katastrofie lotniczej samolotu CASA C295M w czasie lądowania na lotnisku w Mirosławcu
- Ppłk pil. Ireneusz Łyczek (25.05.2008-do rozwiązania)

## Nadanie sztandaru

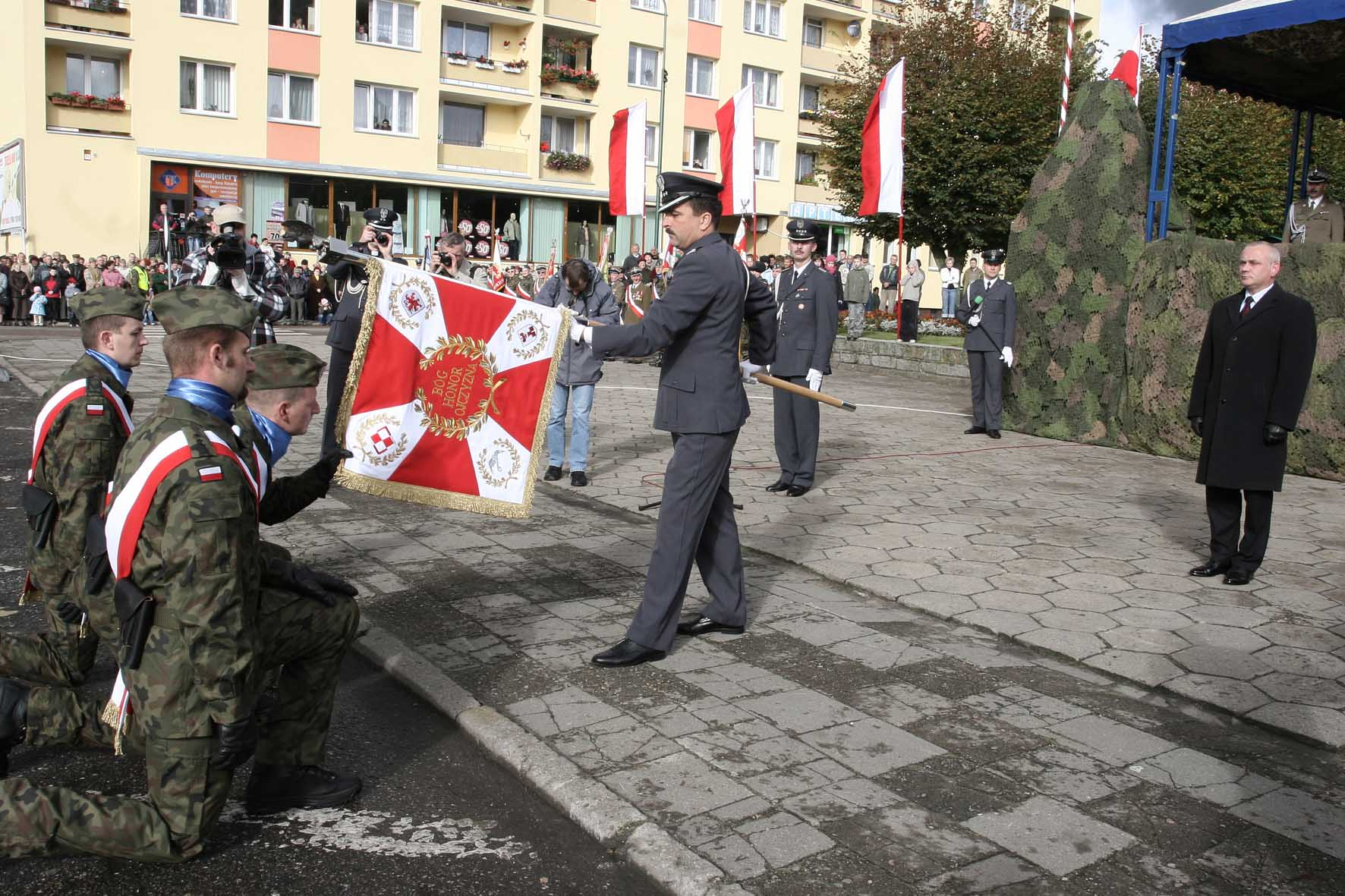
Uroczystość nadania sztandaru 40 Eskadrze Lotnictwa Taktycznego

W sobotę 20 października 2007 roku 40 Eskadra Lotnictwa Taktycznego w Świdwinie otrzymała sztandar. 
Pomysł wykonania sztandaru dla eskadry zrodził się już kilka lat wcześniej, ale dopiero w 2007 roku doszło do jego realizacji. Sztandar ufundowali mieszkańcy Miasta Świdwin.
Uroczystość wręczenia sztandaru zgromadziła wielu gości. Wzięli w niej udział między innymi: minister obrony narodowej Aleksander Szczygło, szef Biura Bezpieczeństwa Narodowego, generał brygady Roman Polko, dowódca sił powietrznych RP generał broni pilot Andrzej Błasik, biskup polowy Wojska Polskiego, generał dywizji Tadeusz Płoski i wielu innych. Po uroczystej mszy w Kościele Garnizonowym rozpoczęła się główna ceremonia na Placu Konstytucji 3 Maja. Rodzicami chrzestnymi sztandaru byli Barbara Targosz, żona byłego dowódcy sił powietrznych generała brygady pilota Stanisława Targosza oraz pułkownik rezerwy Stefan Olesiejuk, lotnik, który jako jeden z pierwszych lądował w Świdwinie w 1953.

## Wyposażenie jednostki
Eskadra uzbrojona była w samoloty myśliwsko-bombowe Su-22, a klucz łącznikowy dysponował także TS-11.

## Podstawowe zadania
Do podstawowych zadań eskadry należały:
- utrzymywanie w gotowości sił wydzielonych do NATO
- realizowanie programu osiągania zdolności bojowej POZB-99 (Combat Ready)
- szkolenie w zakresie bezpośredniego wsparcia lotniczego na morzu
- szkolenie w zakresie izolowania rejonu działań i tworzenia dogodnych warunków do prowadzenia walki przez inne rodzaje sił zbrojnych
- osłona i obrona centrów administracyjnych, obiektów przemysłowych i węzłów komunikacyjnych.

## Ćwiczenia z udziałem eskadry

### Rok 2001
- "Chopin-2001" w kwietniu we Francji w Saint-Dizier z Jaguarami E
- "Adax-2001"

### Rok 2002
- "Strong Resolve 2002" od 01-15.03 do Świdwina przyleciały Sea Hariery FA2 z 801 eskadry Royal Navy z bazy Yeovilton w Somerset
- "Clean Hunter"
- "NAM"
- "Lone Kestrel 2002" od 30.08-09.09
- 16-27.09 Przyleciały do Świdwina Mirage 2000N z EC3/4 "Limousin" z Istres

### Rok 2003
- "Szybka Mewa"

### Rok 2004
- "Polish Dancer 04" przyleciały do Świdwina Hariery z 801 eskadry
- "Clean Hunter 2004" ćwiczenia w Niemczech w 33 Bazie Lotniczej w Buchel
- "Chopin-2004" od 15-22.10 ćwiczenia we Francji w eskadrze "Normandia-Niemen" razem z Mirage F1
- "Kondor 2004"
- "Passex"

### Rok 2005
- "Sentry White Falcon 2005" 02-17.06 ćwiczenia w 31 Bazie Lotniczej na Krzesinach
- "NAM 2005" 29.08-16.09 ćwiczenia w Bazie Lotniczej Orland w Norwegii